# Dyskografia Ryana Teddera
Artykuł przedstawia dyskografię amerykańskiego piosenkarza, autora tekstów piosenek i producenta Ryana Teddera.

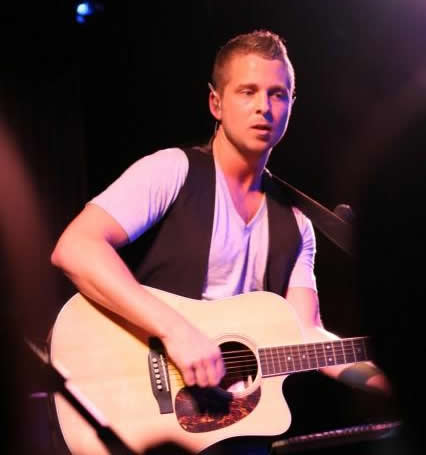
Ryan Tedder podczas koncertu z OneRepublic w Nowym Jorku w 2007 roku

## Dyskografia

### OneRepublic
Ryan Tedder jest wokalistą pop-rockowego zespołu OneRepublic.

### Single z gościnnym udziałem
| „Rocketeer” (Far East Movement feat. Ryan Tedder)                        | 2011 | 7  | 14 | 22 | 40 | 25 | 47 | 4 | −  | 14 | - AUS: Platyna - NZ: Złoto                  | Free Wired                 |
| „Calling (Lose My Mind)” (Sebastian Ingrosso & Alesso feat. Ryan Tedder) | 2012 | −  | −  | −  | −  | 47 | 58 | − | 18 | 19 | - SWE: 2x platyna                           | −                          |
| „The Fighter” (Gym Class Heroes feat. Ryan Tedder)                       | 2012 | 25 | 7  | 35 | −  | 15 | −  | 4 | −  | 44 | - AUS: 2x platyna - NZ: Złoto - US: Platyna | The Papercut Chronicles II |
| "–" singel nie był notowany, bądź nie został wydany.                     |      |    |    |    |    |    |    |   |    |    |                                             |                            |

### Gościnny wokal na albumach
| Rok  | Piosenka             | Gościnnie z    | Album                           |
| ---- | -------------------- | -------------- | ------------------------------- |
| 2006 | "Switch On"          | Paul Oakenfold | A Lively Mind                   |
| 2006 | "The Way I Feel"     | Paul Oakenfold | A Lively Mind                   |
| 2006 | "Not Over"           | Paul Oakenfold | A Lively Mind                   |
| 2007 | "Thrill Is Gone"     | Baby Bash      | Cyclone                         |
| 2008 | "Save Some"          | Glacier Hiking | The Color By Number EP          |
| 2010 | "Good in Goodbye"    | Wynter Gordon  | −                               |
| 2011 | "Is This All"        | Vanness Wu     | C'est La "V"                    |
| 2011 | "Gonna Get Over You" | Sara Bareilles | −                               |
| 2012 | "Bus Stop"           | Kay            | My Name Is Kay (Deluxe Version) |
| 2012 | "Never Let You Go"   | B.o.B          | Strange Clouds                  |
| 2012 | "Lost at Sea"        | Zedd           | Clarity                         |
| 2014 | "Scars"              | Alesso         | Forever                         |
| 2014 | "S.T.O.P"            | David Guetta   | Listen                          |

### Napisane i wyprodukowane piosenki
| Rok  | Artysta                            | Album                                                                  | Piosenka                           | Udział                        |
| ---- | ---------------------------------- | ---------------------------------------------------------------------- | ---------------------------------- | ----------------------------- |
| 2005 | Tatu                               | Dangerous and Moving                                                   | ”Divine”                           | Współautor i współproducent   |
| 2006 | Josh Henderson & Ben Davis         | Step Up                                                                | "Philosophy"                       | Współautor i współproducent   |
| 2006 | Jamie Scott                        | Step Up                                                                | "Made"                             | Autor i producent             |
| 2006 | Earth, Wind and Fire               | Step Up                                                                | "'Til Dawn"                        | Współautor i producent        |
| 2006 | Alias                              | Step Up                                                                | "Attention Please"                 | Autor tekstu                  |
| 2006 | YoungBloodZ                        | Step Up                                                                | "Imma Shine"                       | Współautor i producent        |
| 2006 | Nikki Flores                       | −                                                                      | "Strike"                           | Współautor tekstu             |
| 2006 | Frankie J                          | Priceless                                                              | "Dance"                            | Współautor tekstu             |
| 2006 | Frankie J                          | Priceless                                                              | "If He Can’t Be"                   | Współautor tekstu             |
| 2006 | Natalie                            | Everything New                                                         | "Love You So"                      | Współautor tekstu             |
| 2007 | Baby Bash                          | Cyclone                                                                | "Dip with You"                     | Współautor i współproducent   |
| 2007 | Baby Bash                          | Cyclone                                                                | "Thrill Is Gone"                   | Współautor i producent        |
| 2007 | Hilary Duff                        | Dignity                                                                | "Gypsy Woman"                      | Współautor i producent        |
| 2007 | Blake Lewis                        | A.D.D                                                                  | "Break Anotha"                     | Współautor i współproducent   |
| 2007 | Blake Lewis                        | A.D.D                                                                  | "Gots to Get Her"                  | Współautor i współproducent   |
| 2007 | Blake Lewis                        | A.D.D                                                                  | "Know My Name"                     | Współautor i współproducent   |
| 2007 | Blake Lewis                        | A.D.D                                                                  | "End of the World"                 | Współautor i współproducent   |
| 2007 | Blake Lewis                        | A.D.D                                                                  | "Surrender"                        | Współautor i producent        |
| 2007 | Blake Lewis                        | A.D.D                                                                  | "Hate 2 Love Her"                  | Współautor i producent        |
| 2007 | Blake Lewis                        | A.D.D                                                                  | "I Got U"                          | Współautor i producent        |
| 2007 | Leona Lewis                        | Spirit                                                                 | „Bleeding Love”                    | Współautor i producent        |
| 2007 | Leona Lewis                        | Spirit                                                                 | "Take a Bow"                       | Współautor i współproducent   |
| 2007 | Jennifer Lopez                     | Brave                                                                  | "Do It Well"                       | Współautor i współproducent   |
| 2007 | Ashley Tisdale                     | Headstrong                                                             | "He Said She Said"                 | Współautor tekstu             |
| 2007 | Shayne Ward                        | Breathless                                                             | "Gonna Be Alright"                 | Autor tekstu i producent      |
| 2007 | OneRepublic                        | Dreaming Out Loud                                                      | "Say (All I Need)"                 | Autor tekstu                  |
| 2007 | OneRepublic                        | Dreaming Out Loud                                                      | "Mercy"                            | Autor tekstu                  |
| 2007 | OneRepublic                        | Dreaming Out Loud                                                      | "Stop and Stare"                   | Autor tekstu                  |
| 2007 | OneRepublic                        | Dreaming Out Loud                                                      | "All Fall Down"                    | Autor tekstu                  |
| 2007 | OneRepublic                        | Dreaming Out Loud                                                      | "Tyrant"                           | Autor tekstu                  |
| 2007 | OneRepublic                        | Dreaming Out Loud                                                      | "Prodigal"                         | Autor tekstu                  |
| 2007 | OneRepublic                        | Dreaming Out Loud                                                      | "All We Are"                       | Autor tekstu                  |
| 2007 | OneRepublic                        | Dreaming Out Loud                                                      | "Someone to Save You"              | Autor tekstu                  |
| 2007 | OneRepublic                        | Dreaming Out Loud                                                      | "Apologize"                        | Autor i współproducent        |
| 2007 | OneRepublic                        | Dreaming Out Loud                                                      | "Goodbye, Apathy"                  | Autor i współproducent        |
| 2007 | OneRepublic                        | Dreaming Out Loud                                                      | "Won't Stop"                       | Współutor i producent         |
| 2007 | OneRepublic                        | Dreaming Out Loud                                                      | "Come Home"                        | Autor i producent             |
| 2007 | OneRepublic                        | Dreaming Out Loud                                                      | "Something’s Not Right Here"       | Autor tekstu                  |
| 2007 | OneRepublic                        | Dreaming Out Loud                                                      | "Hearing Voices"                   | Autor tekstu                  |
| 2007 | OneRepublic                        | Dreaming Out Loud                                                      | "Dreaming Out Loud"                | Autor tekstu                  |
| 2007 | OneRepublic                        | Dreaming Out Loud                                                      | "Sleep"                            | Autor tekstu                  |
| 2008 | Clay Aiken                         | On My Way Here                                                         | "On My Way Here"                   | Współautor tekstu             |
| 2008 | Natasha Bedingfield                | Pocketful of Sunshine                                                  | "Love Like This"                   | Współautor tekstu             |
| 2008 | Beyoncé                            | I Am... Sasha Fierce                                                   | „Halo”                             | Współautor i współproducent   |
| 2008 | Hilary Duff                        | Best of Hilary Duff                                                    | "Reach Out"                        | Współautor i producent        |
| 2008 | Hilary Duff                        | Best of Hilary Duff                                                    | "Holiday"                          | Współautor i producent        |
| 2008 | Monrose                            | I Am                                                                   | "Strike the Match"                 | Współautor i producent        |
| 2008 | Jada                               | −                                                                      | "If You Wanna"                     | Współautor tekstu             |
| 2008 | Stanfour                           | Wild Life                                                              | "How Does It Feel"                 | Współautor tekstu             |
| 2008 | Kristinia DeBarge                  | Exposed                                                                | "Future Love"                      | Współautor tekstu             |
| 2009 | Kelly Clarkson                     | All I Ever Wanted                                                      | "Already Gone"                     | Współautor tekstu i producent |
| 2009 | Kelly Clarkson                     | All I Ever Wanted                                                      | "If I Can’t Have You"              | Współautor tekstu i producent |
| 2009 | Kelly Clarkson                     | All I Ever Wanted                                                      | "Save You"                         | Współautor tekstu i producent |
| 2009 | Kelly Clarkson                     | All I Ever Wanted                                                      | "Impossible"                       | Współautor tekstu i producent |
| 2009 | Dima Biłan                         | Believe                                                                | "Amnesia"                          | Współautor i współproducent   |
| 2009 | Leona Lewis                        | Echo                                                                   | "Happy"                            | Współautor i producent        |
| 2009 | Leona Lewis                        | Echo                                                                   | "You Don’t Care"                   | Współautor i producent        |
| 2009 | Leona Lewis feat OneRepublic       | Echo                                                                   | "Lost Then Found"                  | Współautor i współproducent   |
| 2009 | Jordin Sparks                      | Battlefield                                                            | "Battlefield"                      | Współautor i współproducent   |
| 2009 | Backstreet Boys                    | This is Us                                                             | "Undone"                           | Współautor i współproducent   |
| 2009 | Adam Lambert                       | For Your Entertainment                                                 | "Sleepwalker"                      | Współautor i producent        |
| 2009 | Adam Lambert                       | For Your Entertainment                                                 | "Master Plan"                      | Współautor i producent        |
| 2009 | Chris Cornell                      | Scream                                                                 | "Never Far Away"                   | Współautor i współproducent   |
| 2009 | Chris Cornell                      | Scream                                                                 | "Long Gone"                        | Współautor i współproducent   |
| 2009 | Chris Cornell                      | Scream                                                                 | "Enemy"                            | Współautor i współproducent   |
| 2009 | Chris Cornell                      | Scream                                                                 | "Other Side of Town"               | Współautor i współproducent   |
| 2009 | Chris Cornell                      | Scream                                                                 | "Climbing Up the Walls"            | Współautor i współproducent   |
| 2009 | Chris Cornell                      | Scream                                                                 | "Ordinary Girl" "                  | Współautor i współproducent   |
| 2009 | Chris Cornell                      | Scream                                                                 | "Do Me Wrong"                      | Współautor i współproducent   |
| 2009 | Chris Cornell                      | Scream                                                                 | "Stop Me""                         | Współautor i współproducent   |
| 2009 | James Morrison                     | Songs for You, Truths for Me                                           | "Please Don’t Stop The Rain"       | Współautor tekstu             |
| 2009 | Train                              | Save Me, San Francisco                                                 | "This Ain’t Goodbye"               | Współautor tekstu             |
| 2009 | Blake Lewis                        | Heartbreak on Vinyl                                                    | "Love or Torture"                  | Współautor tekstu             |
| 2009 | OneRepublic                        | Waking Up                                                              | "Made for You"                     | Współautor i współproducent   |
| 2009 | OneRepublic                        | Waking Up                                                              | "Everybody Loves Me"               | Współautor i współproducent   |
| 2009 | OneRepublic                        | Waking Up                                                              | "Good Life"                        | Współautor i współproducent   |
| 2009 | OneRepublic                        | Waking Up                                                              | "All This Time"                    | Współautor i współproducent   |
| 2009 | OneRepublic                        | Waking Up                                                              | "Lullaby"                          | Współautor i współproducent   |
| 2009 | OneRepublic                        | Waking Up                                                              | "All the Right Moves"              | Autor tekstu i współproducent |
| 2009 | OneRepublic                        | Waking Up                                                              | "Secrets"                          | Autor tekstu i współproducent |
| 2009 | OneRepublic                        | Waking Up                                                              | "Missing Persons 1&2"              | Autor tekstu i producent      |
| 2009 | OneRepublic                        | Waking Up                                                              | "Fear"                             | Autor tekstu i producent      |
| 2009 | OneRepublic                        | Waking Up                                                              | "Marchin On"                       | Autor tekstu i producent      |
| 2009 | OneRepublic                        | Waking Up                                                              | "Waking Up"                        | Współautor i producent        |
| 2009 | OneRepublic                        | Waking Up                                                              | "Passenger"                        | Autor tekstu                  |
| 2009 | OneRepublic                        | Waking Up                                                              | "It's a Shame"                     | Autor tekstu                  |
| 2009 | OneRepublic                        | Waking Up                                                              | "Trap Door"                        | Autor tekstu                  |
| 2009 | OneRepublic                        | Waking Up                                                              | "Sucker Punch"                     | Autor tekstu                  |
| 2009 | Westlife                           | Where We Are                                                           | "Shadows"                          | Współautor i producent        |
| 2009 | Westlife                           | Where We Are                                                           | "Where We Are"                     | Współautor i producent        |
| 2010 | Burnham                            | Almost Famous                                                          | "Automatic"                        | Współautor tekstu             |
| 2010 | Burnham                            | Almost Famous                                                          | "Catch Me If You Can"              | Współautor tekstu             |
| 2010 | Show Luo                           | Rashomon                                                               | "Luó Shēng Mén"                    | Współautor tekstu             |
| 2010 | Charice                            | Charice                                                                | "I Did It for You"                 | Współautor tekstu             |
| 2010 | Nikki Flores                       | −                                                                      | "City Lights"                      | Współautor tekstu             |
| 2010 | James Blunt                        | Some Kind of Trouble                                                   | "Stay the Night"                   | Współautor tekstu             |
| 2010 | Sons of Sylvia                     | Revelations                                                            | "Love Left to Lose"                | Współautor i producent        |
| 2010 | Stanfour feat. Esmée Denters       | Rise and Fall                                                          | "Life Without You"                 | Autor tekstu                  |
| 2010 | Sky Ferreira                       | −                                                                      | "Obsession"                        | Współautor i współproducent   |
| 2010 | Natasha Bedingfield                | Strip Me                                                               | "Strip me"                         | Współautor i współproducent   |
| 2011 | Cobra Starship                     | Night Shades                                                           | "#1Nite (One Night)"               | Współautor i współproducent   |
| 2011 | Javier Colon                       | Come Through For You                                                   | "1,000 Lights"                     | Współautor i producent        |
| 2011 | Jordin Sparks                      | −                                                                      | "I Am Woman"                       | Współautor i producent        |
| 2011 | Jordin Sparks                      | −                                                                      | "The World I Knew"                 | Współautor i producent        |
| 2011 | OneRepublic                        | −                                                                      | "Christmas Without You"            | Współautor i producent        |
| 2011 | Jennifer Hudson                    | I Remember Me                                                          | "I Remember Me"                    | Współautor i producent        |
| 2011 | Adele                              | 21                                                                     | „Rumour Has It”                    | Współautor i producent        |
| 2011 | Adele                              | 21                                                                     | „Turning Tables”                   | Autor tekstu                  |
| 2011 | Vanness Wu                         | C'est La V                                                             | „Is This All”                      | Autor tekstu                  |
| 2011 | Sean Paul feat. Alexis Jordan      | Tomahawk Technique                                                     | "Got 2 Luv U"                      | Autor tekstu                  |
| 2011 | David Cook                         | This Loud Morning                                                      | "The Last Goodbye"                 | Autor tekstu                  |
| 2011 | Beyoncé                            | 4                                                                      | "I Was Here"                       | Współproducent                |
| 2011 | Demi Lovato feat. Dev              | Unbroken                                                               | "Who’s That Boy"                   | Współautor i współproducent   |
| 2011 | Gavin DeGraw                       | Sweeter                                                                | „Sweeter”                          | Współautor i współproducent   |
| 2011 | Gavin DeGraw                       | Sweeter                                                                | „Not Over You”                     | Współautor i producent        |
| 2012 | K’naan                             | K’naan                                                                 | „Hurt Me Tomorrow”                 | Współautor i producent        |
| 2012 | K’naan                             | K’naan                                                                 | „Better”                           | Współautor i producent        |
| 2012 | Carrie Underwood                   | Blown Away                                                             | „Good in Goodbye”                  | Współautor                    |
| 2012 | SafetySuit                         | These Times                                                            | „Let Go”                           | Współautor i współproducent   |
| 2012 | Leona Lewis                        | Glassheart                                                             | „Favourite Scar”                   | Współautor i współproducent   |
| 2012 | Leona Lewis                        | Glassheart                                                             | „Glassheart”                       | Współautor i współproducent   |
| 2012 | Colbie Caillat                     | All of You                                                             | „Brighter Than the Sun”            | Współautor i producent        |
| 2012 | Colbie Caillat                     | All of You                                                             | „Favorite Song”                    | Współautor i producent        |
| 2012 | B.o.B                              | Strange Clouds                                                         | „So Good”                          | Współautor i producent        |
| 2012 | B.o.B feat. Trey Songz             | Strange Clouds                                                         | „Castles”                          | Współautor i współproducent   |
| 2012 | B.o.B feat. Ryan Tedder            | Strange Clouds                                                         | „Never Let You Go”                 | Współautor i współproducent   |
| 2012 | Ramin Karimloo                     | Ramin                                                                  | „Coming Home”                      | Współautor tekstu             |
| 2012 | Gym Class Heroes feat. Ryan Tedder | The Papercut Chronicles II                                             | „The Fighter”                      | Współautor tekstu i producent |
| 2013 | Ellie Goulding                     | Halcyon                                                                | „Burn”                             | Współautor tekstu             |
| 2013 | Parachute                          | Overnight                                                              | „Can’t Help”                       | Współautor tekstu             |
| 2013 | OneRepublic                        | Native                                                                 | „Counting Stars”                   | Autor tekstu i współproducent |
| 2013 | OneRepublic                        | Native                                                                 | "If I Lose Myself"                 | Współautor i współproducent   |
| 2013 | OneRepublic                        | Native                                                                 | "Feel Again"                       | Współautor i współproducent   |
| 2013 | OneRepublic                        | Native                                                                 | "What You Wanted"                  | Współautor i współproducent   |
| 2013 | OneRepublic                        | Native                                                                 | "I Lived"                          | Współautor i współproducent   |
| 2013 | OneRepublic                        | Native                                                                 | "Light It Up"                      | Współautor i współproducent   |
| 2013 | OneRepublic                        | Native                                                                 | "Can’t Stop"                       | Współautor i współproducent   |
| 2013 | OneRepublic                        | Native                                                                 | "Burning Bridges"                  | Współautor i współproducent   |
| 2013 | OneRepublic                        | Native                                                                 | "Something I Need"                 | Współautor i współproducent   |
| 2013 | OneRepublic                        | Native                                                                 | "Preacher"                         | Współautor i współproducent   |
| 2013 | OneRepublic                        | Native                                                                 | "Life in Color"                    | Współautor i współproducent   |
| 2013 | OneRepublic                        | Native                                                                 | "Au Revoir"                        | Współautor tekstu             |
| 2013 | OneRepublic                        | Native                                                                 | "Don't Look Down"                  | Współautor tekstu             |
| 2013 | OneRepublic                        | Native                                                                 | "Something’s Gotta Give"           | Współautor tekstu             |
| 2013 | Beyoncé                            | Beyoncé                                                                | "XO"                               | Współautor i współproducent   |
| 2013 | Christina Aguilera                 | The Hunger Games: Catching Fire                                        | "We Remain"                        | Współautor i współproducent   |
| 2013 | Colbie Caillat                     | −                                                                      | "Hold On"                          | Współautor i producent        |
| 2013 | Delta Goodrem                      | −                                                                      | "Heart Hypnotic"                   | Współautor i producent        |
| 2013 | James Blunt                        | Moon Landing                                                           | "Bonfire Heart"                    | Współautor i producent        |
| 2013 | Birdy                              | Fire Within                                                            | "Words as Weapons"                 | Współautor i producent        |
| 2013 | Birdy                              | Fire Within                                                            | "Wings"                            | Współautor i współproducent   |
| 2013 | Sammy Adams feat. Mike Posner      | −                                                                      | "L.A. Story"                       | Współautor i współproducent   |
| 2013 | One Direction                      | Midnight Memories                                                      | "Right Now"                        | Współautor i współproducent   |
| 2013 | Demi Lovato                        | Demi                                                                   | "Neon Lights"                      | Współautor i współproducent   |
| 2013 | Maroon 5                           | Overexposed                                                            | "Love Somebody"                    | Współautor i współproducent   |
| 2013 | Maroon 5                           | Overexposed                                                            | "Lucky Strike"                     | Współautor i współproducent   |
| 2013 | Gavin DeGraw                       | Make a Move                                                            | "Finest Hour"                      | Współautor i współproducent   |
| 2013 | Gavin DeGraw                       | Make a Move                                                            | "Need"                             | Współautor i współproducent   |
| 2013 | The Fray                           | Helios                                                                 | „Love Don't Die”                   | Współautor i współproducent   |
| 2014 | Ella Henderson                     | Chapter One                                                            | „Ghost”                            | Współautor i współproducent   |
| 2014 | Maroon 5                           | V                                                                      | "Maps"                             | Współautor i współproducent   |
| 2014 | Maroon 5                           | V                                                                      | "New Love"                         | Współautor i współproducent   |
| 2014 | Ariana Grande                      | My Everything                                                          | „Why Try”                          | Współautor i współproducent   |
| 2014 | Tessanne Chin                      | Count on My Love                                                       | "Tumbling Down"                    | Współautor tekstu             |
| 2014 | Gwen Stefani                       | −                                                                      | "Baby Don't Lie"                   | Współautor tekstu             |
| 2014 | OneRepublic                        | Native                                                                 | "Love Runs Out"                    | Współautor i producent        |
| 2014 | OneRepublic                        | The Giver: Music Collection                                            | "Ordinary Human"                   | Autor tekstu                  |
| 2014 | U2                                 | Songs of Innocence                                                     | "The Miracle"                      | Współproducent                |
| 2014 | U2                                 | Songs of Innocence                                                     | "Every Breaking Wave"              | Współproducent                |
| 2014 | U2                                 | Songs of Innocence                                                     | "Song for Someone"                 | Współproducent                |
| 2014 | U2                                 | Songs of Innocence                                                     | "Iris (Hold Me Close)"             | Współproducent                |
| 2014 | The Script                         | No Sound Without Silence                                               | "Flares"                           | Współautor i producent        |
| 2014 | Olly Murs                          | Never Been Better                                                      | "Seasons"                          | Współautor i producent        |
| 2014 | Taylor Swift                       | 1989                                                                   | "Welcome to New York"              | Współautor i współproducent   |
| 2014 | Taylor Swift                       | 1989                                                                   | „I Know Places”                    | Współautor i współproducent   |
| 2014 | Madonna                            | Rebel Heart                                                            | "Hold Tight"                       | Współproducent                |
| 2015 | Zedd feat. Selena Gomez            | True Colors                                                            | "I Want You To Know"               | Współautor                    |
| 2015 | Mikky Ekko                         | Time                                                                   | „Love Me Crazy”                    | Współautor i współproducent   |
| 2015 | Mikky Ekko                         | Time                                                                   | „Loner”                            | Współautor i współproducent   |
| 2015 | Rob Thomas                         | The Great Unknown                                                      | „Trust You”                        | Współautor i współproducent   |
| 2015 | Ryn Weaver                         | The Fool                                                               | „Pierre”                           | Współautor i współproducent   |
| 2015 | Ellie Goulding                     | Delirium                                                               | „Keep on dancin'”                  | Współautor i współproducent   |
| 2015 | Demi Lovato                        | Confident                                                              | „Wildfire”                         | Współautor                    |
| 2015 | Katherine McPhee                   | Hysteria                                                               | „Stranger Than Fiction”            | Współautor                    |
| 2015 | Adele                              | 25                                                                     | „Remedy”                           | Współautor i producent        |
| 2016 | Cassius                            | Ibifornia                                                              | „The Missing”                      | Współautor                    |
| 2016 | Cassius                            | Ibifornia                                                              | „Got Up”                           | Współautor                    |
| 2016 | Cassius                            | Ibifornia                                                              | „Hey You!”                         | Współautor                    |
| 2016 | Ariana Grande                      | Dangerous Woman                                                        | „I Don’t Care”                     | Współautor                    |
| 2016 | Ariana Grande                      | Dangerous Woman                                                        | „Knew Better / Forever Boy”        | Współautor                    |
| 2016 | Stevie Wonder feat. Ariana Grande  | Sing: Original Motion Picture Soundtrack                               | „Faith”                            | Współautor i współproducent   |
| 2016 | OneRepublic                        | Oh My My                                                               | Wszystkie piosenki na albumie      | Współautor i współproducent   |
| 2017 | Ed Sheeran                         | ÷                                                                      | „Happier”                          | Współautor                    |
| 2017 | OneRepublic                        | –                                                                      | „No Vacancy”                       | Współautor i współproducent   |
| 2017 | Hailee Steinfeld                   | –                                                                      | „Most Girls”                       | Współautor i współproducent   |
| 2017 | Molly Kate Kestner                 | –                                                                      | „It's You”                         | Współautor i współproducent   |
| 2017 | OneRepublic                        | An Inconvenient Sequel: Truth to Power (Music from the Motion Picture) | „Truth to Power”                   | Współautor i współproducent   |
| 2017 | LANY                               | LANY                                                                   | „Super Far”                        | Współautor                    |
| 2017 | OneRepublic feat Seeb              | –                                                                      | „Rich Love”                        | Współautor i współproducent   |
| 2017 | Jessie Ware                        | Glasshouse                                                             | „Selfish Love”                     | Współautor                    |
| 2017 | Rachel Platten                     | Waves                                                                  | „Labels”                           | Współautor i współproducent   |
| 2017 | OneRepublic feat Kygo              | Kids in Love                                                           | „Stranger Things”                  | Autor                         |
| 2017 | U2                                 | Songs of Experience                                                    | „You're the Best Thing About Me”   | Współproducent                |
| 2017 | U2                                 | Songs of Experience                                                    | „Lights of Home”                   | Współproducent                |
| 2017 | U2                                 | Songs of Experience                                                    | „Get Out of Your Own Way”          | Współproducent                |
| 2017 | U2                                 | Songs of Experience                                                    | „Summer of Love”                   | Współproducent                |
| 2017 | U2                                 | Songs of Experience                                                    | „Red Flag Day”                     | Współproducent                |
| 2017 | U2                                 | Songs of Experience                                                    | „The Showman (Little More Better)” | Współproducent                |
| 2017 | U2                                 | Songs of Experience                                                    | „13 (There Is a Light)”            | Współproducent                |
| 2018 | Camila Cabello                     | Camila                                                                 | „Into It”                          | Współautor                    |
| 2018 | Elijah Woods x Jamie Fine          | –                                                                      | „Ain’t Easy”                       | Współautor i producent        |
| 2018 | X Ambassadors                      | –                                                                      | „Don't Stay”                       | Współautor                    |
| 2018 | Shawn Mendes                       | Shawn Mendes                                                           | „Particular Taste”                 | Współautor i współproducent   |
| 2018 | Paul McCartney                     | Egypt Station                                                          | „Fuh You”                          | Współautor i współproducent   |
| 2018 | OneRepublic feat Logic             | 13 Reasons Why: Season 2 (Music from the Original TV Series)           | „Start Again”                      | Współautor i współproducent   |
| 2018 | OneRepublic                        | –                                                                      | „Connection”                       | Współautor i współproducent   |
| 2019 | Backstreet Boys                    | DNA                                                                    | „Chances”                          | Współautor i współproducent   |
| 2019 | Liam Payne                         | LP1                                                                    | „Say It All”                       | Współautor i współproducent   |
| 2019 | 5 Seconds of Summer                | Calm                                                                   | „Easier”                           | Współautor                    |
| 2019 | 5 Seconds of Summer                | Calm                                                                   | „Tooth”                            | Współautor                    |
| 2019 | 5 Seconds of Summer                | Calm                                                                   | „Best Years”                       | Współautor                    |
| 2019 | OneRepublic                        | Human                                                                  | „Rescue Me”                        | Współautor i współproducent   |
| 2019 | OneRepublic                        | Human                                                                  | „Somebody to Love”                 | Współautor i współproducent   |
| 2019 | OneRepublic                        | Human                                                                  | „Wanted”                           | Współautor i współproducent   |

## Wideografia

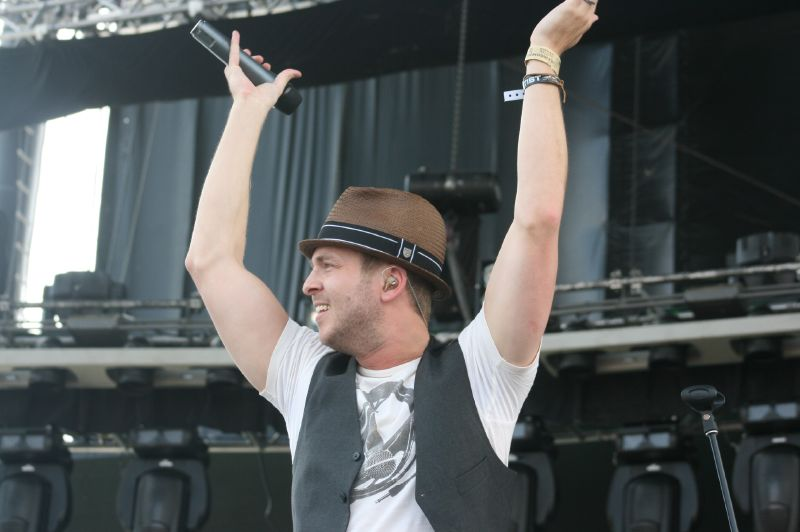
Ryan Tedder podczas koncertu z OneRepublic w 2009 roku

### Teledyski z gościnnym udziałem
| Tytuł                    | Rok  | Reżyser                        |
| ------------------------ | ---- | ------------------------------ |
| „Rocketeer”              | 2011 | Marc Klasfeld                  |
| „Calling (Lose My Mind)” | 2012 | Henrik Hanson                  |
| „The Fighter”            | 2012 | Marc Klasfeld & Nico Sabenorio |